# Единство (Латвия)
Вижте пояснителната страница за други значения на Единство.
Единство (на латвийски: Vienotība) е либерално-консервативна политическа партия в Латвия. Тя е най-голямата партия с дясноцентристка политика в Латвия и е водещата партия в кабинетите на Домбровскис и Страюма от създаването ѝ през 2010 г. до февруари 2016 г. и е член на настоящата коалиция от януари 2019 г. с нейния член Кришянис Каринш като министър-председател. Партията е член на Европейската народна партия.

## История
Партията е основана като електорален алианс на партията „Нова ера“, Гражданският съюз и Обществото за политическа промяна на 6 март 2010 г. Съобщава се, че е създадена с цел да създаде противовес на левия алианс „Център за хармония“, който се засилва при избирателни избори и избори, докато другите десни партии са под избирателния праг от 5%. На 6 август 2011 г. алиансът се трансформира в единна политическа партия.
Настоящият ѝ президент от 19 август 2017 г. е настоящият министър на икономиката на Латвия Арвилс Ашераденс, който наследява бившия еврокомисар Андрис Пиебалгс. За общите избори през 2014 г. партията обявява избирателен пакт с Реформаторския блок, последван от пълно усвояване през март 2015 г.

## Изборни резултати
| Година | Гласове | % от гласовете | Места в парламента | Промяна | Правителство |
| ------ | ------- | -------------- | ------------------ | ------- | ------------ |
| 2010   | 301 424 | 31,9%          | 33 / 100           | 15      | Коалиция     |
| 2011   | 172 567 | 18,8%          | 20 / 100           | 15      | Коалиция     |
| 2014   | 199 535 | 21,9%          | 23 / 100           | 3       | Коалиция     |
| 2018   | 56 542  | 6,7%           | 7 / 100            | 16      | Коалиция     |
| 2022   | 173 425 | 19,2%          | 23 / 100           | 16      | Коалиция     |